# Erika Willander
Erika Willander, född 1978, är en svensk religionssociolog och forskare.

## Biografi
Willander disputerade 2014 på en avhandling om hur religiositet definieras i sociologisk metodologi. Hon är (2020) forskare vid institutionen för sociologi vid Uppsala Universitet.
Hon har forskat och skrivit om hur det religiösa landskapet i Sverige har utvecklats och förändrats över tid.
Hon konstaterar bland annat att andelen gudstjänstdeltagare är ungefär densamma som under 1920-talet, cirka fem procent, men att fler och fler inte har någon egen erfarenhet alls av vad det innebär att delta i gudstjänstliv, det vill säga allt färre svenskar socialiseras in i religionens värld.

### Läromedel
- 2017 –  UR Samtiden - Bildning, mod och motstånd [Elektronisk resurs] Myten om världens modernaste land. Utbildningsradion. Libris 21950491

### Artiklar (urval)
- ”Svenska kyrkan och dess prästers tro”. Svensk Teologisk Kvartalsskrift (Vol 92 Nr 2). 2016. ISSN 0039-6761. https://journals.lub.lu.se/STK/article/view/17247/15617.
- Willander, Erika; Bradby, Hannah; Torres, Sandra; Jonsson, Pernilla (2019-07-03). ”Conditions for Religious Pluralism in Swedish Hospital Chaplaincy: A Research Note” (på engelska). Journal of Health Care Chaplaincy 25 (3):  sid. 99–109. doi:10.1080/08854726.2018.1548853. ISSN 0885-4726. https://www.tandfonline.com/doi/full/10.1080/08854726.2018.1548853. Läst 20 oktober 2020.